# 새뮤얼 모리슨
새뮤얼 엘리엇 모리슨(Samuel Eliot Morison, 1887년 7월 9일~1976년 5월 15일)는 미국의 역사가, 미국 해군 소장이다.
신뢰성이 높은 문장으로 뛰어난 해양 역사 연구 저작으로 알려져 있다. 1912년에 하버드 대학에서 박사 학위를 취득하였고, 40년 동안 동 대학에서 교편을 잡았다. 크리스토퍼 콜럼버스에 대한 전기 “Admiral of the Ocean Sea”(1942년)와 존 폴 존스 대한 전기 “John Paul Jones : A Sailor’s Biography”(1959년)로 각각 퓰리처 상을 수상했다. 1942년 프랭클린 루스벨트 대통령에 의해, 제2차 세계 대전에서 미국 해군의 전사 편찬 담당자로 임명되었다. 모리슨이 편찬한 해군 전사는 1947년부터 1962년까지 총 15권이 출간된다. 모리슨은 1951년에 소장으로 해군을 퇴역했다. 또한 잘 알려진 “Oxford History of the American People”(1965년)의 저자와 고전 교과서인 “The Growth of the American Republic”(1930년)의 공동 저자이기도 하다. 모리슨은 그 뛰어난 업적을 통해 하버드와 컬럼비아 대학, 예일 대학과 옥스퍼드 대학을 비롯한 11개 대학에서 명예박사 학위를 수여받았다. 또한 다양한 문예상과 군인 훈장, 미국 정부와 외국 정부의 국가 표창을 받았으며 2회의 퓰리처 상 외에도 밴크로프트 상 2회, 발찬상, 훈공장과 대통령 자유 훈장 등의 상을 받았다.

## 참고 문헌
- Keegan, John. The Price of Admiralty: The Evolution of Naval Warfare. New York: Viking, 1989.
- Morison, Samuel Eliot. "The Gilberts & Marshalls" in Life Magazine, May 22, 1944.
- Pfitzer, Gregory M. Samuel Eliot Morison's Historical World: In Quest of a New Parkman. Boston: Northeastern, 1991.
- Washburn, Wilcomb E. "Samuel Eliot Morison, Historian" in The William and Mary Quarterly, 3rd Series, Vol. XXXVI, July 1979.